# Эриечка
Эриечка — река в Таймырском Долгано-Ненецком районе Красноярского края России, правый приток реки Котуй (бассейн Хатанги). Длина реки — 262 км, площадь водосборного бассейна — 7250 км².
Исток реки находится на Анабарском плато на высоте более 372 м над уровнем моря, к северу от среднего течения реки Котуйкан. В верховьях течёт преимущественно на север, пересекая горную гряду Урюнг-Тас. После впадения реки Афанасьевская Протока течение меняется на западное, а после впадения Чангыта — на юго-западное. Протекает по незаселённой местности, где преобладают плато с плоскими вершинами, резко расчлененные каньонами водных артерий. Лиственничная тайга участками подступает к берегам в низовьях. Впадает в Котуй справа в 329 км от его устья в районе горы Чильчикан на высоте около 4 м над уровнем моря. В нижнем течении ширина русла составляет 40-50 м при глубине 1 м, при впадении разливается до 105 м, скорость течения — 0,5 м/с.

## Поименованные притоки[4]
| Название              | Расстояние от устья | Длина | Положение |
| --------------------- | ------------------- | ----- | --------- |
| Суопка-Юрях           | 3,4                 | 15    | правый    |
| Томпоко               | 44                  | 17    | правый    |
| Сулуда                | 53                  | 15    | левый     |
| Самойдин              | 65                  | 28    | правый    |
| Хара-Тас-Улахан-Юрях  | 72                  | 98    | левый     |
| Урюнг-Тас-Юрях        | 85                  | 21    | левый     |
| Чангыт                | 90                  | 23    | правый    |
| Лонгтохо-Анняр-Юрях   | 100                 | 21    | правый    |
| Кумку-Юрях            | 104                 | 12    | левый     |
| Ары-Мас-Юрях          | 119                 | 22    | правый    |
| Добголох-Улахан       | 136                 | 37    | правый    |
| Афанасьевская Протока | 138                 | 22    | правый    |
| Джаргалах-Сяне        | 157                 | 27    | левый     |
| Джебелях              | 172                 | 16    | правый    |
| Терде                 | 190                 | 17    | левый     |
| Сире-Мас              | 195                 | 14    | правый    |
| Чочурдах              | 200                 | 36    | правый    |
| Арылах                | 204                 | 11    | правый    |
| Нямакит-Далдын        | 213                 | 44    | левый     |
| Василий-Пастах        | 219                 | 28    | правый    |
| Семперяктях           | 230                 | 20    | правый    |
| Бурдур                | 238                 | 30    | правый    |

## Данные водного реестра
По данным государственного водного реестра России и геоинформационной системы водохозяйственного районирования территории РФ, подготовленной Федеральным агентством водных ресурсов:
- Бассейновый округ — Енисейский
- Речной бассейн — Хатанга
- Речной подбассейн — Котуй
- Водохозяйственный участок — Котуй
- Код объекта в государственном водном реестре — 17040200112117600018930[4].